# Arreskov (gård)

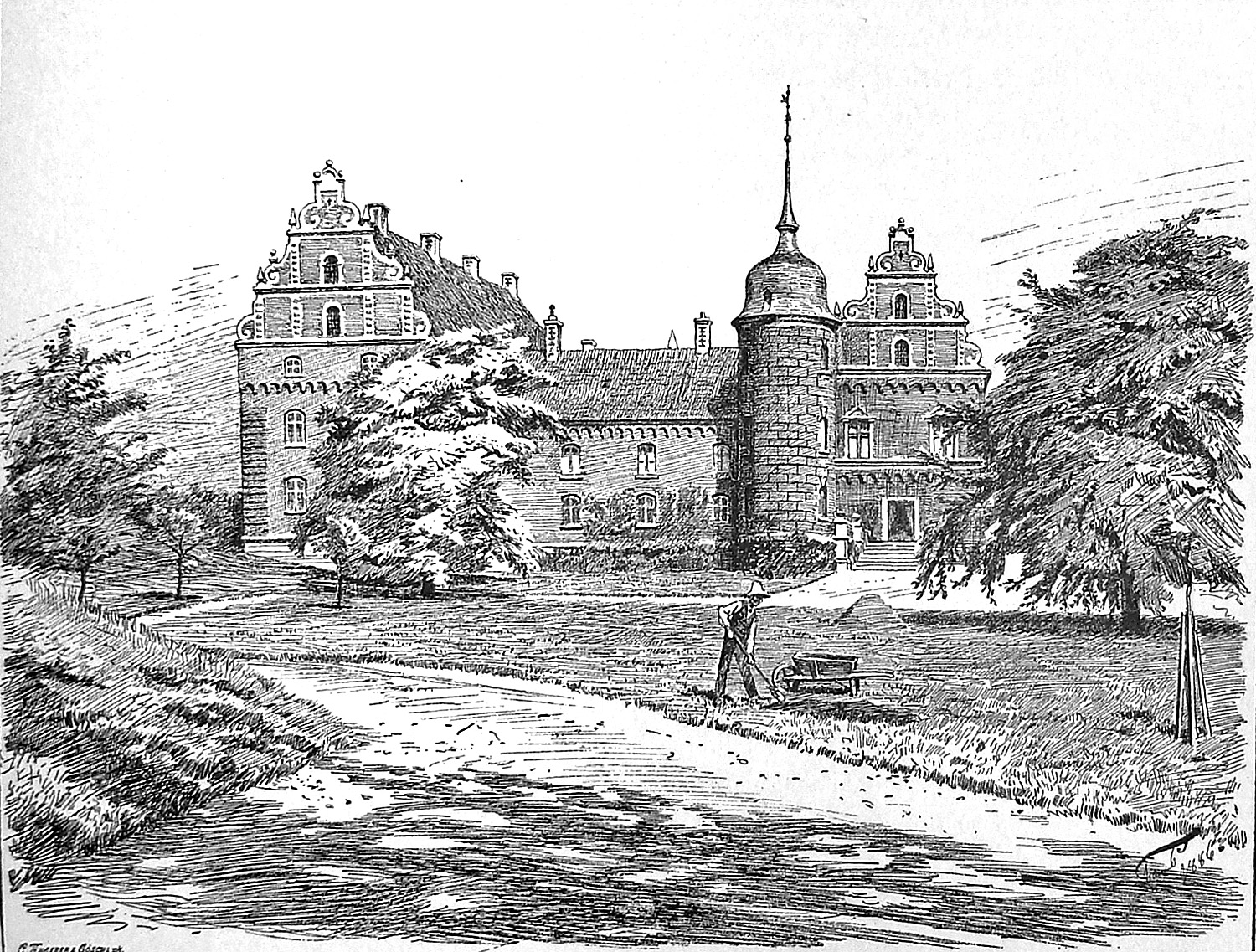
Arreskov 1886, efter ombyggnaden 1872-73.

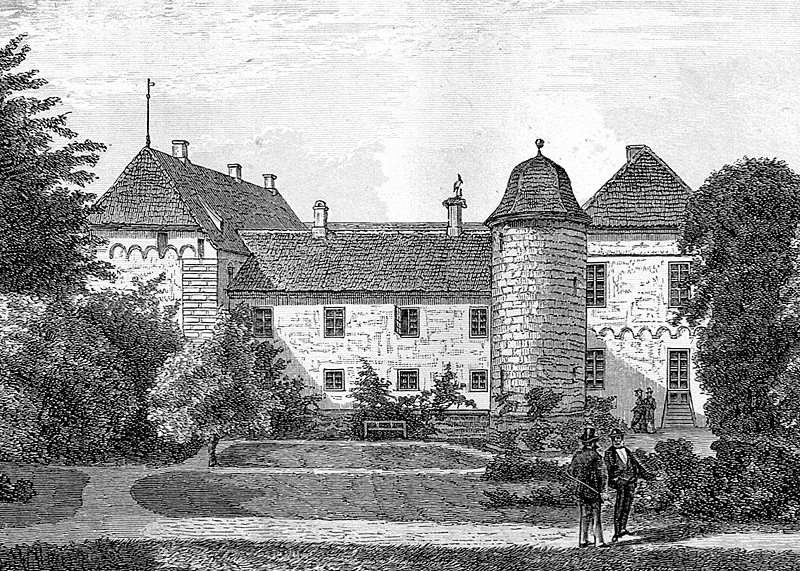
Arreskov omkring 1870.

Arreskov är en egendom på Fyn i Danmark. Den har en mycket gammal historia och var en medeltida kungsgård med danska Valdemarätten i ägarlängden.
Idag är Arreskov Slot i privat ägo, sedan 1772 i släkten Schaffalitzky de Muckadell. Det är ett renässansslott byggt 1558 vid Arreskovsjön (Arreskov sø).